# Vevelstads kommun
Vevelstads kommun (norska: Vevelstad kommune) är en kommun i landskapet Helgeland i Nordland fylke i norra Norge. Kommunen gränsar mot Vefsns kommun  i öster och mot Brønnøy kommun i söder samt, genom maritim gräns, mot Vega kommun i väster och mot Alstahaugs kommun i norr. Centralort är Forvik. 

## Historia
Hällristningar i Vistnesdalen visar att området har varit bebott sedan stenåldern.

## Befolkningsutveckling
Befolkningsutveckling 1951–2010. (källa: SSB: Befolkningsstatistikk)

## Geografi
Kommunen består huvudsakligen av fastland, där fjorden Visten går långt in i kommunen. Fjorden räknas för övrigt som "Norges renaste fjord". Den största ön i kommunen är Hamnøya.

## Näringsliv
De huvudsakliga näringarna i kommunen är jordbruk och fiske.

## Kommunikationer
Fylkesväg 17 passerar genom kommunen, genom färjeförbindelser från Forvik mot Tjøtta i Alstahaugs kommun i norr och från Andalsvåg mot Horn i Brønnøy kommun i söder. Trots att kommunen till större delen omfattar fastland så saknar den fast förbindelse och kan endast nås genom färja.

## Kultur
Kommunen deltog i Skulpturlandskap Nordland med skulpturen "Opus for himmel og jord" av Oddvar I. N. Vevelstad Bygdetun är en del av Helgeland Museum.

## Tätorter
I Vevelstads kommun finns inga tätorter.

## Socknar
Inom Norska kyrkan motsvaras Vevelstads kommun av Vevelstads socken i Sør-Helgelands prosteri i Sør-Hålogalands stift.

## Bilder

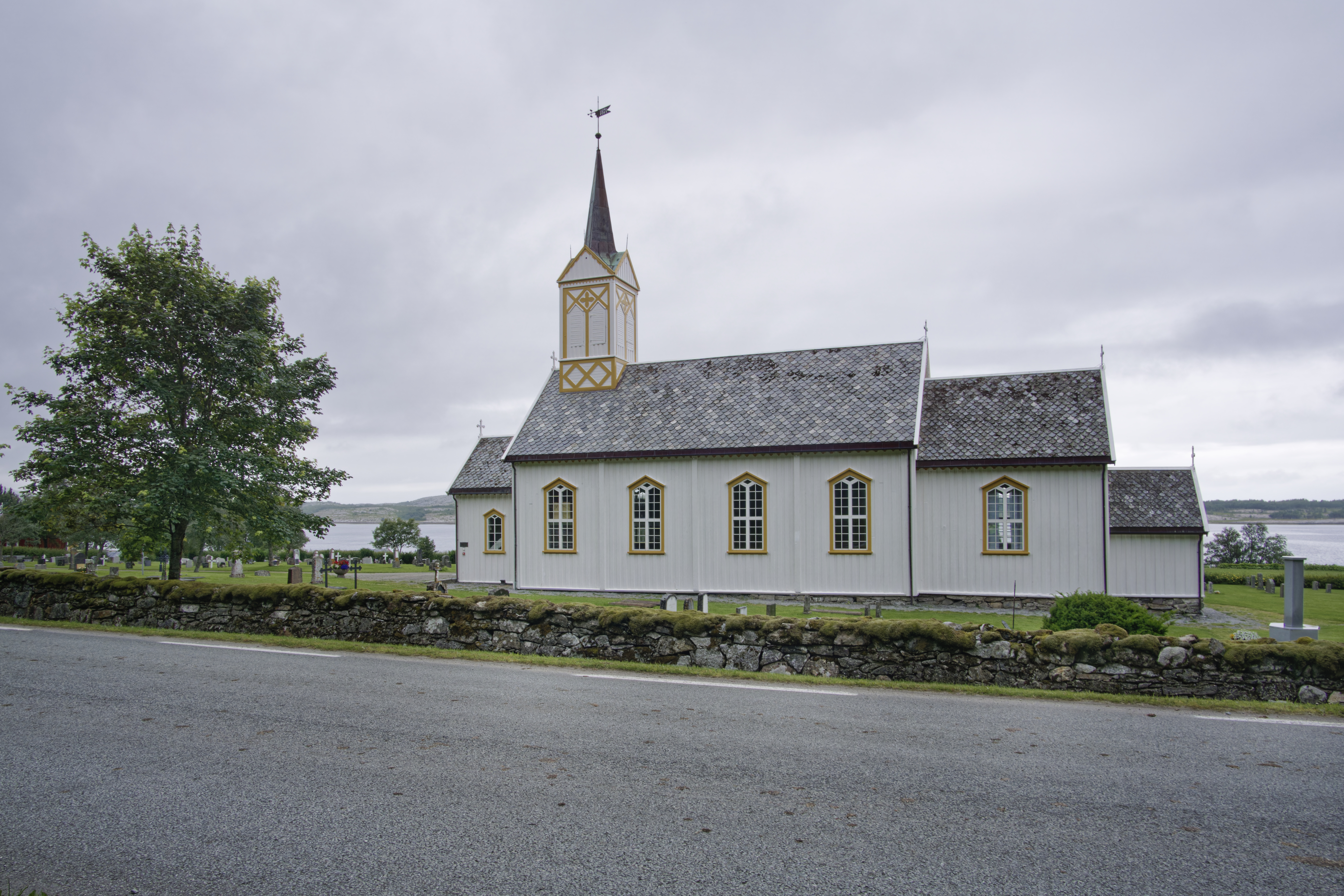
Vevelstads kyrka.
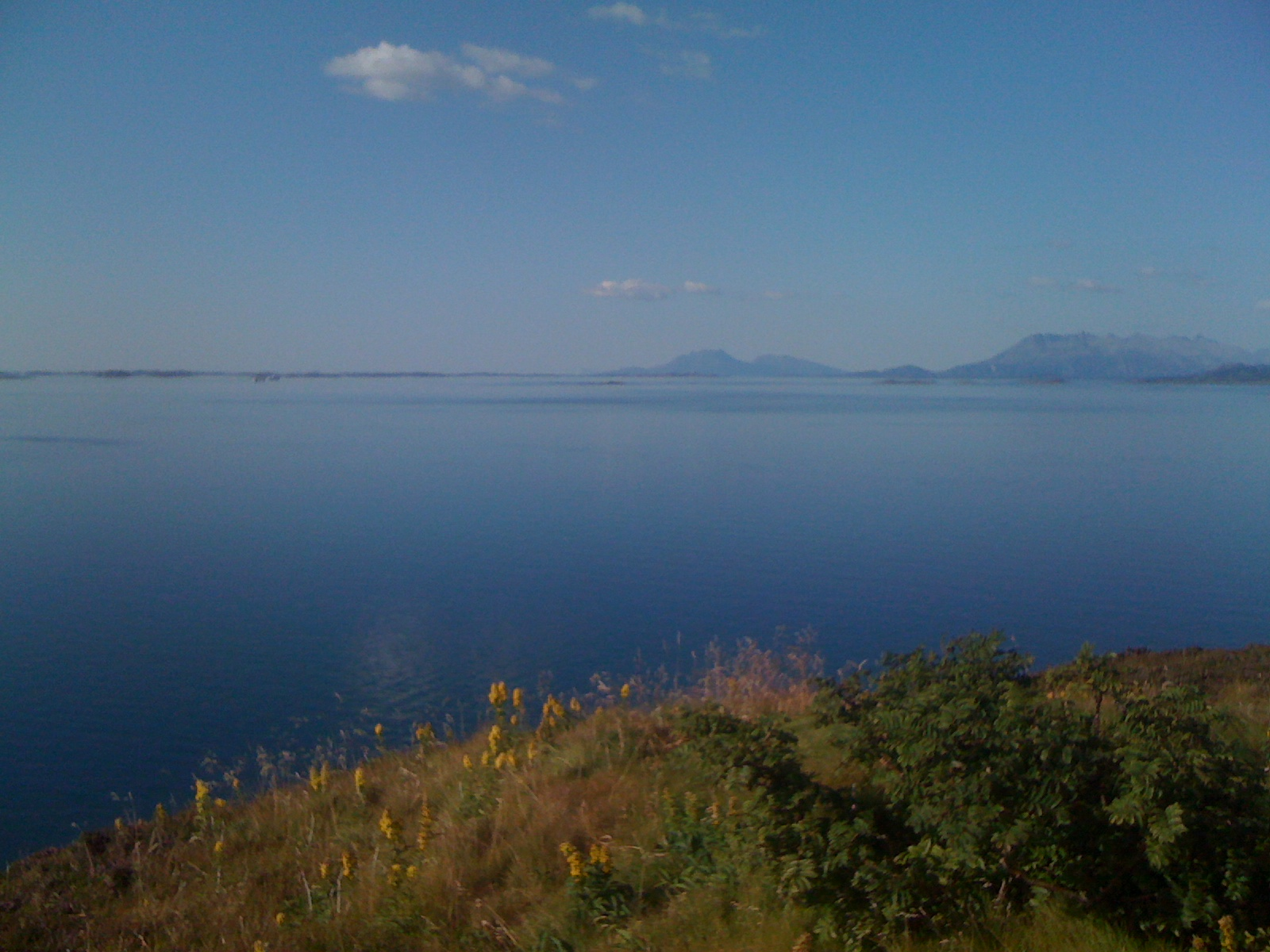
Utsikt från ön Vomma.